# Taygetis
Genre
Le genre Taygetis  regroupe des papillons de la famille des Nymphalidae et de la sous-famille des Satyrinae, de la tribu des Satyrini et de la sous-tribu des Euptychiina.

## Systématique
- Le genre Taygetis  a été décrit par l'entomologiste allemand Jacob Hübner en 1819[1].
- L'espèce type pour le genre est Papilio virgilia (Cramer).

## Taxinomie
Liste des espèces
- Taygetis acuta Weymer, 1910; présent au Brésil.
- Taygetis angulosa Weymer, 1907; présent au Brésil.
- Taygetis asterie Weymer, 1910; présent en Colombie.
- Taygetis chiquitana Forster, 1964; présent en Bolivie.
- Taygetis chrysogone Doubleday, [1849]; en Colombie, au Venezuela, au Pérou.
- Taygetis cleopatra C. & R. Felder, 1862; présent en Guyane et au Pérou.
- Taygetis echo (Cramer, [1775]); présent en Guyane, au Surinam, au Venezuela et à Trinité-et-Tobago.
- Taygetis elegia Weymer, 1910; présent en Bolivie.
- Taygetis inambari Miller & Lamas, 1999; au Pérou.
- Taygetis inconspicua Draudt, 1931; au Mexique
- Taygetis kerea Butler, 1869; présent au Paraguay et au Guatemala.
- Taygetis laches (Fabricius, 1793); au Mexique, en Guyane, en Guyana, au Surinam, au Brésil et au Pérou.
- Taygetis larua C. & R. Felder, 1867; à Panama, en Colombie, en Bolivie et au Brésil.
- Taygetis leuctra Butler, 1870; au Venezuela
- Taygetis mermeria (Cramer, [1776]); au Mexique, au Costa Rica, à Panama, au Honduras, au Surinam, en Bolivie et au Brésil.
- Taygetis oyapock Brévignon 2007, en Guyane
- Taygetis rectifascia Weymer, 1907; présent au Brésil.
- Taygetis rufomarginata Staudinger, 1888; à Panama
- Taygetis sosis Hopffer, 1874; au Costa Rica, à Panama, au Surinam, au Pérou et au Brésil.
- Taygetis sylvia Bates, 1866; à Panama, et en Colombie.
- Taygetis thamyra (Cramer, [1779]); en Guyane, en Guyana, au Surinam, en Colombie et au Brésil.
- Taygetis tripunctata Weymer, 1907; présent au Paraguay
- Taygetis uncinata Weymer, 1907; au Mexique
- Taygetis uzza Butler, 1869; au Guatemala, au Costa Rica, à Panama et en Colombie.
- Taygetis virgilia (Cramer, [1776]); au Mexique, en Guyane, en Guyana, au Surinam, au Honduras et en Colombie. Espèce type pour le genre.
- Taygetis weymeri Draudt, 1912; au Mexique
- Taygetis ypthima (Hübner, 1816); présent au Brésil.
- Taygetis zippora Butler, 1869; présent en Guyane.

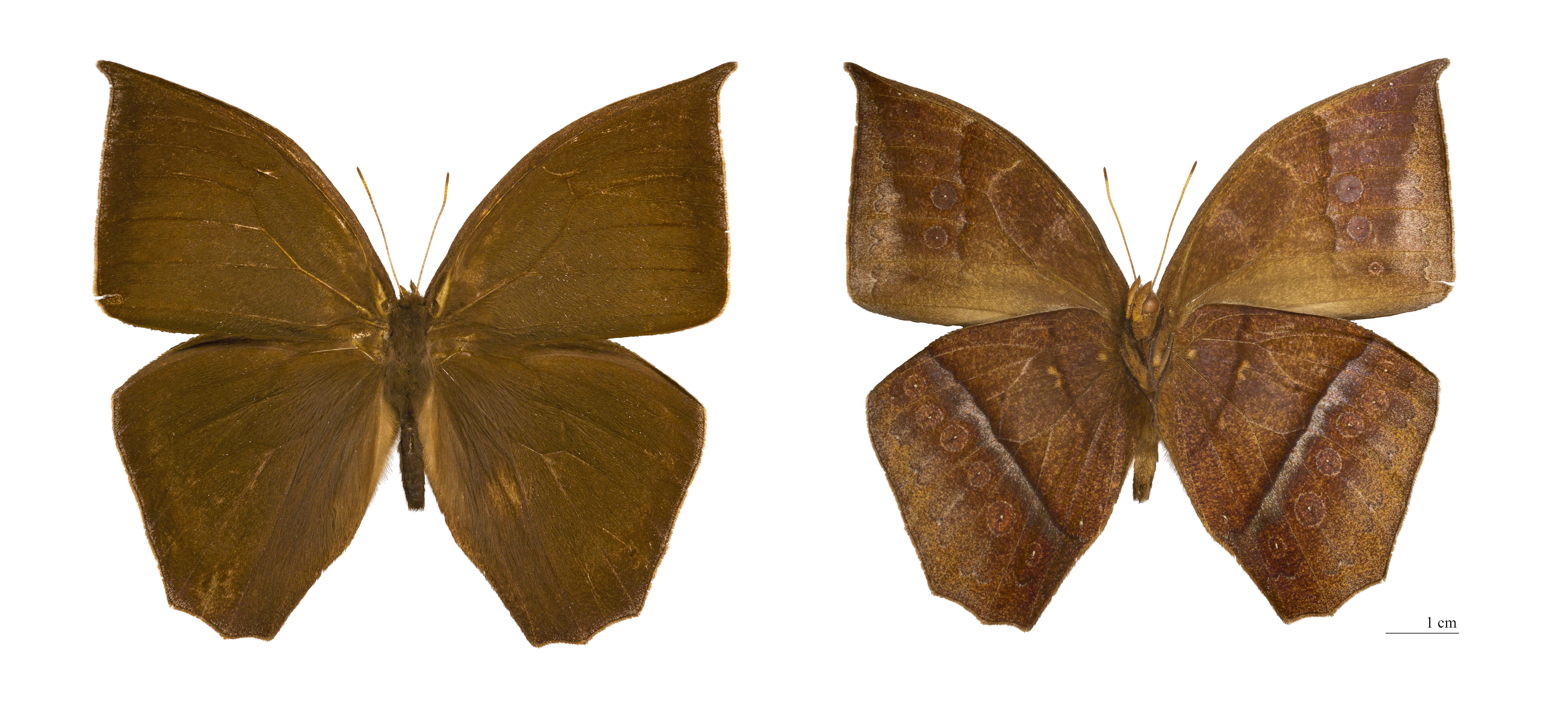
Taygetis excavata  - MHNT
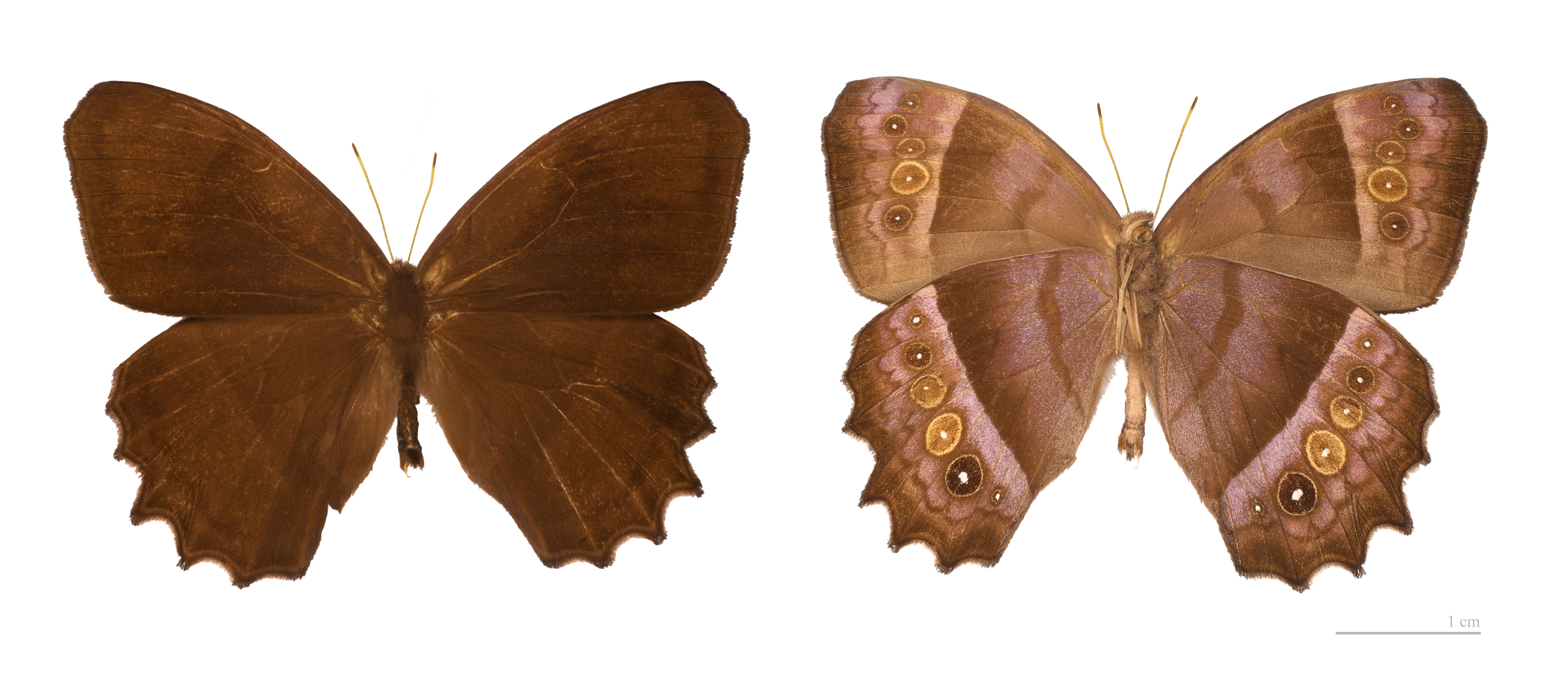
Taygetis laches - MHNT
Taygetis zippora  - MHNT

### Source
- funet